# 藤枝市立岡部小学校
藤枝市立岡部小学校（ふじえだしりつ おかべしょうがっこう）とは静岡県藤枝市に所在する公立小学校で、岡部市街地に位置する130年の歴史ある学校である。地元の人からは「岡小」とよばれている。
発達通級指導教室が設置されている。

## 学校教育目標
自立 共生 郷土愛

## 通学区域
- 岡部町岡部、岡部町内谷、岡部町三輪、岡部町子持坂、岡部町入野、岡部町村良、岡部町桂島[3]

## 進学先中学校
- 藤枝市立岡部中学校[3]

## 周辺施設
- 藤枝市民岡部体育館
- 市民ホールおかべ
- 藤枝市岡部支所